# 파리 20구

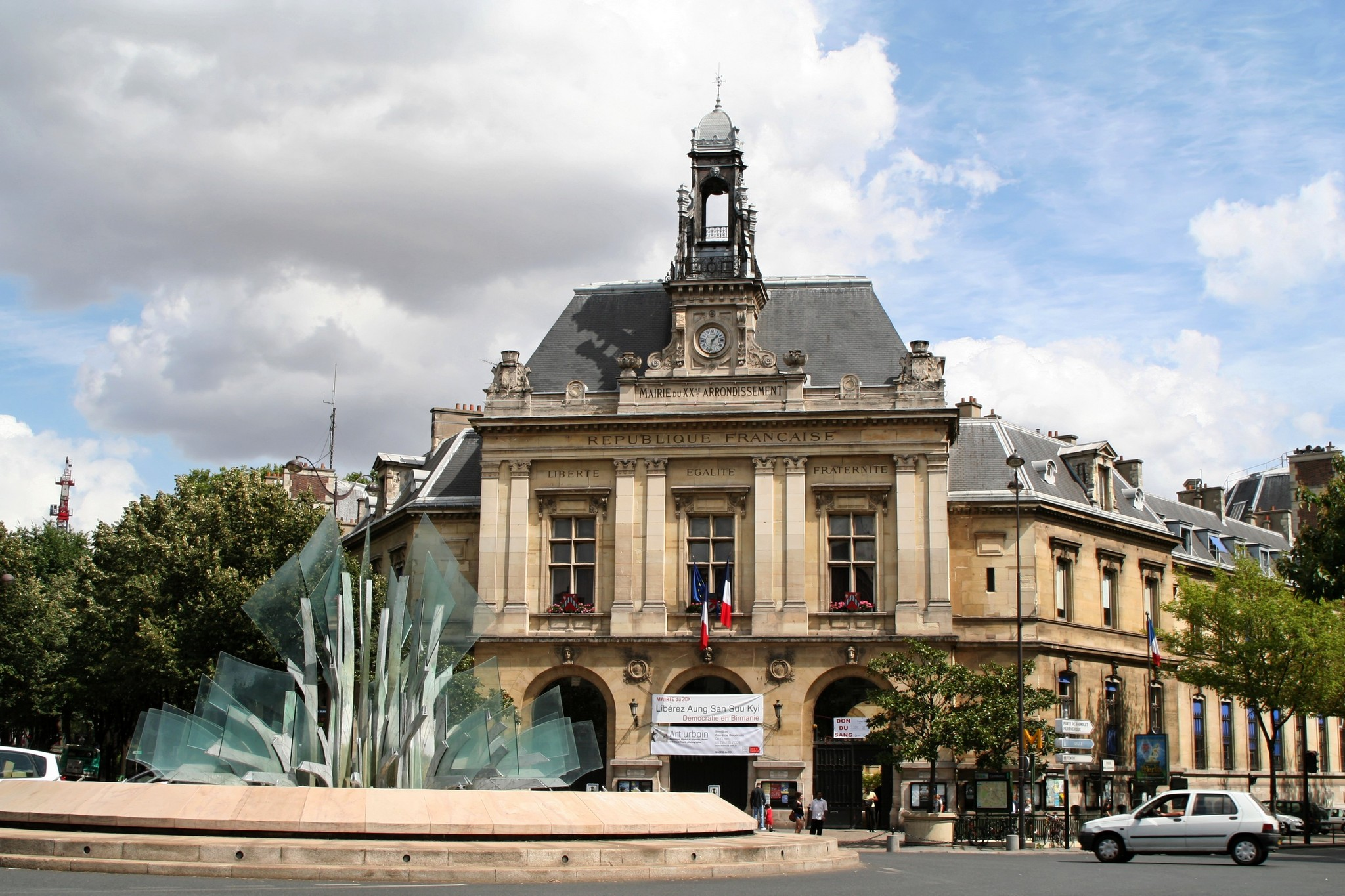
파리의 20구 시청.

파리 20구(arrondissement de Ménilmontant)는 프랑스 파리의 아롱디스망 가운데 하나이다.

## 지리학
이 지역의 너비는 5.984 킬로미터2 (2.31 제곱 마일 또는 1,479 에이커)이다.

## 인구
파리 20구의 인구는 1936년에 정점을 찍었으며, 당시 거주 인구는 208,115명에 이르렀다.

### 역사적 인구 변화
| 연도 (프랑스 인구 조사) | 인구    | 밀도 (km2 당) |
| ----------------------- | ------- | ------------- |
| 1872                    | 92,772  | 15,503        |
| 1936 (최고)             | 208,115 | 34,779        |
| 1954                    | 200,208 | 33,457        |
| 1962                    | 199,310 | 33,307        |
| 1968                    | 188,921 | 31,571        |
| 1975                    | 175,795 | 29,378        |
| 1982                    | 171,971 | 28,738        |
| 1990                    | 184,478 | 30,829        |
| 1999                    | 182,952 | 30,574        |
| 2009                    | 197,067 | 32,954        |